# شهرستان اتاوا (اوهایو)
شهرستان اتاوا، اوهایو (به انگلیسی: Ottawa County, Ohio) یک سکونتگاه مسکونی در ایالات متحده آمریکا است که در اوهایو واقع شده‌است.